# Juegos acciacos
Las fiestas o juegos acciacos eran fiestas que celebraban cada tres años en honor de Apolo y cuyo nombre tomaban también del promontorio de Accio. 
Consistían en fiestas y danzas y se mataba en ellas un buey que se abandonaba luego a las moscas bajo la persuasión de que hartas de su sangre huían y no volvían a aparecer más. Augusto, vencedor de Marco Antonio, renovó las fiestas o juegos acciacos y si bien hasta entonces no se habían celebrado más que en Accio cada tres años, este príncipe las introdujo en Roma, disponiendo que se celebrasen cada quinquenio.